# Gunnar Sønsteby
Gunnar Fridtjof Thurmann Sønsteby (11. januar 1918 i Rjukan i Telemark fylke, Norge – 10. maj 2012 i Oslo) var en central norsk modstandsmand under anden verdenskrig. Sønsteby brugte flere dæknavne, hvoraf Nr. 24 og Kjakan er de mest kendte. Sønsteby deltog i den væbnede modstand mod Nazityskland foråret 1940. Kort efter kontaktede han modstandslederen Knut Møyen og arbejdede med illegale aviser sammen med Max Manus, en anden legendarisk modstandsmand. Sønsteby krydsede som kurer den norsk-svenske grænse flere gange. Fra 1943 opererede han i Oslo. Han var nær ved at blive fanget 1943 og rejste derfor via Stockholm til Storbritannien. I England blev han indrulleret i bataljonen Noric I, mere kendt senere som Kompani Linge. I efteråret 1943 vendte han tilbage til Oslo, hvor han fortsatte modstandsarbejdet.
Fra foråret 1944 gennemførte Sønsteby flere sabotageaktioner som leder for aktionsgruppen Oslogjengen. Gruppen slog først til mod bygninger og hulkortmaskiner, som blev brugt ved indkaldelse af norske unge til tjenestegøring ved AT, Arbeidstjensten (den norske udgave af organisation Todt). I krigens slutfase blev industrianlæg, jernbaner, lokomotiver, flymotorer, olie- og benzinlagre angrebet. I 1942 samarbejdede Gunnar Sønsteby med Osvaldgruppen og 2A.

## Højest dekorerede nordmand
Sønsteby var den norske borger, som var mest dekoreret. Blandt andet modtog han som eneste krigskorset med tre sværd, den højeste militære udmærkelse i Norge. Han havde modtaget Medal of Freedom. Sønsteby beskrev selv sin krigsindsats i bogen Rapport fra Nr. 24 (1960).

## Sabotageaktioner
Nogle sabotageaktioner med Sønsteby i en central rolle:
- kuppet mod Norges Bank i 1942, som sikrede den norske eksilregering i London trykplader til norske pengesedler
- sprængningen af Arbeidsmobiliseringens kontor i Akersgate 55 i Oslo, 18. maj 1944,
- forsøg på tyveri af rationeringskort fra Karl Johans gate i Oslo, 9. juni 1944,
- sprængningen af sorteringsmaskine til mobiliseringskort i Oslo, 17. juni 1944,
- sprængningen af tyske flymotorer og flydele, anbragt i Bjølsenhallen i Oslo,
- kapring af en lastbil med 75.000 rationeringskort på åben gade i Oslo, 9. august 1944,
- sprængningen af Arbeidsmobiliseringens kontor i Parkveien 8 i Oslo, 27. august 1944,
- sprængningen af Kongsberg Våpenfabrikk, Kongsberg 17. september 1944,
- ødelæggelsen af lokomotiver på Skabo Jernbanevognfabrikk, Oslo, september 1944,
- sprængningen af olielageret hos Vakuum Pil Co på Sørenga, Oslo 1. oktober 1944,
- sprængningen af Norges Statsbaners administrationsbygning, Oslo 14. marts 1945,
- sikring af arkiverne i Politiministeriet og Justitieministeriet, Oslo 2. maj 1945.

## Efter krigen
Før krigen var Sønsteby uddannet revisor. I efteråret 1945 flyttede Sønsteby til Boston i USA. Han arbejdede ved det norske Statens Innkjøpskontor i New York og tog et executive-studieprogram på Harvard Business School. Han arbejdede i Standard Oil (Esso), til han i 1949 returnerede til Norge, hvor han fortsatte sin karriere i det private erhvervsliv som personalchef i Saugbrugsforeningen i Halden, senere salgschef fra 1954 og salgsdirektør fra 1958. I 1954 etablerede han med bl.a. Erling Lorentzen helikopterfirmaet Scancopter og senere Helikopter Service. I 1968 flyttede familien til Oslo, og Sønsteby blev direktør for oliedivisionen i Akers Mekaniske Verksted. To år senere skabte han sit eget konsulentselskab, og i 1971–74 var han konsulent for Phillips Petroleum og 1979–85 for Getty Oil Company Norway, de sidste år som General Manager for Norge.
Som pensionist var Sønsteby en eftertragtet foredragsholder, forfatter og medarbejder ved Norges Hjemmefrontmuseum, og han var konsulent ved indspilningen af filmen Max Manus fra krigens dage. I denne film er en del af Sønstebys krigsindsats en vigtig brik for handlingen.